# Фредерик Херви, 1-й маркиз Бристоль
Фредерик Уильям Херви, 1-й маркиз Бристоль (англ. Frederick William Hervey, 1st Marquess of Bristol; 2 октября 1769 — 15 февраля 1859) — британский аристократ и политик, титулованный лордом Херви с 1796 по 1803 год и известный как граф Бристоль с 1803 по 1826 год.

## Ранняя жизнь
Фредерик Уильям Херви родился 2 октября 1769 года. Третий сын Фредерика Херви, 4-го графа Бристоля (1730—1803), и епископа Дерри, и его жены Элизабет, урожденной Даверс (1733—1800). Он был младшим сыном, но, поскольку его старший брат Джон Херви, лорд Херви (1757—1796), умер при жизни их отца, он унаследовал титул после смерти отца в 1803 году. У него также было три сестры: леди Мэри Эрн, графиня Эрн; Элизабет Кавендиш, герцогиня Девонширская; и Луиза Дженкинсон, графиня Ливерпульская.

## Карьера
В 1778 году он получил звание прапорщика в 1-м пехотном гвардейском полку, но уволился с военной службы в 1792 году. В 1786 году Фредерик Херви был принят в Колледж Святого Иоанна в Кембридже, который он закончил в 1788 году со степенью магистра искусств. Он был избран членом Королевского общества в 1805 году. В 1806 году он унаследовал поместья своего дяди, сэра Чарльза Дейверса, 6-го баронета (1737—1806).
С 1796 по 1803 году Фредерик Херви заседал в Палате общин Великобритании от Бери-Сент-Эдмундса.
8 июля 1803 года после смерти своего отца Фредерик Херви унаследовал титулы 5-го графа Бристоля и 6-го барона Херви из Икворта.
30 июня 1826 года для Фредерика Херви были созданы титулы 1-го маркиза Бристоля и 1-го графа Джермина. Ему наследовал его сын Фредерик Уильям (1800—1864), член парламента от Бери-Сент-Эдмундс 1830—1859, в качестве 2-го маркиза.

## Личная жизнь
20 февраля 1798 года Фредерик Херви женился на Элизабет Олбане Аптон (16 августа 1775 — 25 мая 1844) , дочери Клотворти Аптона, 1-го барона Темплтауна (1721—1785), и Элизабет Аптон, баронессы Темплтаун (1746/1747 — 1823). У супругов было две дочери и шестеро сыновей:
- Леди Августа Херви (29 декабря 1798 — 17 марта 1880)[5], в 1832 году вышла замуж за Фредерика Чарльза Уильяма Сеймура (1797—1856), сына адмирала лорда Хью Сеймура, от брака с которым у неё было шестеро детей.
- Фредерик Херви, 2-й маркиз Бристоль (15 июля 1800 — 30 октября 1864), прапрадед нынешнего маркиза
- Леди Джорджиана Элизабет Шарлотта Херви (08 сентября 1801 — 16 января 1869), муж с 1836 года преподобный достопочтенный Джон Грей (1812—1895), сын Чарльза Грея, 2-го графа Грея, и имела троих детей.
- Майор лорд Джордж Херви (25 января 1803 — 03 февраля 1838)
- Лорд Уильям Херви (27 сентября 1805 — 6 мая 1850), жена с 1844 года Сесилия Мэри Фримантл (? — 1871), от брака с которой у него было трое детей.
- Преподобный лорд Артур Херви, епископ Бата и Уэллса (20 августа 1808 — 9 июня 1894), жена с 1839 года Пейшенс Синглтон (? — 1904), от брака с которой у него было двенадцать детей
- Леди София Элизабет Кэролайн Херви (26 апреля 1811 — 1 октября 1863)
- Преподобный лорд Чарльз Амелиус Херви (1 ноября 1814 — 11 апреля 1880), игрок в крикет и священнослужитель. Женат с 1839 года на леди Харриет Шарлотт София Райдер (? — 1899), трое детей.
- Лорд Альфред Херви (25 июня 1816 — 15 апреля 1875), жена с 1845 года София Элизабет Честер (1825—1892), от брака с которой у него было трое детей.

1-й маркиз Бристоль скончался в Лондоне 15 февраля 1859 года от подагры. Ему наследовал его старший сын, Фредерик Херви, 2-й маркиз Бристоль.